# 180度角原则

这张示意图表示两位角色之间的轴以及攝影机可被放置的180°弧（绿色）。当摄影机从绿色弧移动到红色弧时，角色在螢幕錄像的中心位置将会互相调换。

180度角原则是电影制作中的一个基本指导原则，它阐述了螢幕中角色之间（或角色与物体）的空间关系。通过把摄影机放在两个角色之间的假想轴的一边，可以保持一个角色总是在另一个角色的右边。在轴上移动摄影机被称为跳线或过线，而通过拍摄轴线两侧来打破180度原则被称为全角度摄影。
180度角原则使观众能够将眼前的事物与相关的主题联系起来，这在战争场景的叙述中十分重要。

## 举例
在两个角色之间的对话场景中，想象有一条直线连接两个角色，并延伸到无限远处。如果摄影机在这条线的一侧，即使其中一个角色不在画面裡，这两个角色的空间关系依旧保持一致。如果剪辑时切换到角色的另一侧，颠倒两个角色的左右顺序，就可能使观众迷失方向。
该规则也适用于角色的移动，即由角色的路径创建的“线”。例如，如果一个角色走向左边，然后另一个摄像机进行拍摄，那这个角色必须从第一个镜头的左边离开，然后进入下一个镜头的右边。
跳接可以用来表示时间。如果一个角色从左侧离开了画面，并从左侧进入了画面的另一个位置，它就会给人一种长时间流逝的错觉。
另一个例子是一个汽车追逐的场景：如果一个镜头拍摄了一辆车从右侧离开画面，那下一个镜头就应该拍摄它从左侧进入画面。如果车辆从右边离开并从右边进入，那就会产生了一种类似前面例子中的迷失感。

## 反向切
假想的线让观众可以适应场景中的位置和动作方向。如果一个镜头按顺序接在前一个镜头后面，但它的拍摄位于180度线的另一侧面，它就被称为"反向切"。反向切割通过在场景中呈现一个相反的视角，改变动作的视角和原始镜头中确立的空间定位来迷惑观众。
在一个场景中，场景中的动作或情况可能会导致180度的线的打破。但有很多方法可以避免由于特定情况而导致的混乱。可以修改动作的方向，或者将摄像机设置在180度线的同一侧。
另一种允许越线的方法是，用摄影机从一个侧面拍摄到另一个侧面，像这样拍摄若干个镜头。 这个镜头可以用来引导观众从另一个视角观看场景。 在移动的情况下，如果一个人物从镜头后方进入画面左侧，走向一个有大楼的拐角并向右转，当他们走在接近大楼的拐角处时，可以用在大楼另一侧的镜头迎着人物行进方向拍摄：人物从左侧进入画面，然后走向镜头，然后从左侧离开离开画面。
在180度线的任一边按顺序拍摄时，为了尽量减少拍摄时的"颠簸"，可以在180度线上增加一个镜头。这让观众能够按顺序更直观地理解视角的变化。

## 风格
在专业制作中，应用180度角原则是一种基本的电影剪辑方式，即连续性剪辑。这条规则并不总是被遵守，有时候一个导演会故意破坏行动线来从而给观众造成迷失感。卡爾·西奧多·德萊葉在《圣女贞德的受难》打破过这个规则；斯坦利·库布里克在《闪灵》中的浴室场景也这样做过。沃卓斯基姐妹、雅克·德米、丁度·巴拉斯、小津安二郎、王家卫还有賈克·大地有时也会忽视这个规则，以及拉斯·馮·提爾的《撒旦的情與慾》。在法国新浪潮的开创性电影《断了气》中，尚盧·高達在前五分钟的汽车场景中打破了这条规则，镜头在前排和后排座位之间跳来跳去，即兴创作了一场「美学反抗」，新浪潮因此被人们所熟知。
一些摄影方式配合180度角原则可以达到激发情感或创造视觉节奏的效果。通过将摄影机移近轴线去拍摄特写镜头，若与长镜头搭配则可以强化场景。若摄像机在特写镜头后面以一个长镜头逐渐远离轴线，它可以为场景动作提供休息。
在日本动画电影《盜夢偵探》中，两位主角曾讨论过跨越这条轴线，并且镜头也跨越了轴线演示了这种做法导致的迷惑效应。

## 参看
- 30度角原则